# Liste der Baudenkmäler in Schöfweg
Auf dieser Seite sind die Baudenkmäler in der niederbayerischen Gemeinde Schöfweg zusammengestellt. Diese Tabelle ist eine Teilliste der Liste der Baudenkmäler in Bayern. Grundlage ist die Bayerische Denkmalliste, die auf Basis des Bayerischen Denkmalschutzgesetzes vom 1. Oktober 1973 erstmals erstellt wurde und seither durch das Bayerische Landesamt für Denkmalpflege geführt wird. Die folgenden Angaben ersetzen nicht die rechtsverbindliche Auskunft der Denkmalschutzbehörde.
 Die Liste gibt den Fortschreibungsstand vom 27. Juni 2019 wieder und umfasst sieben Baudenkmäler.

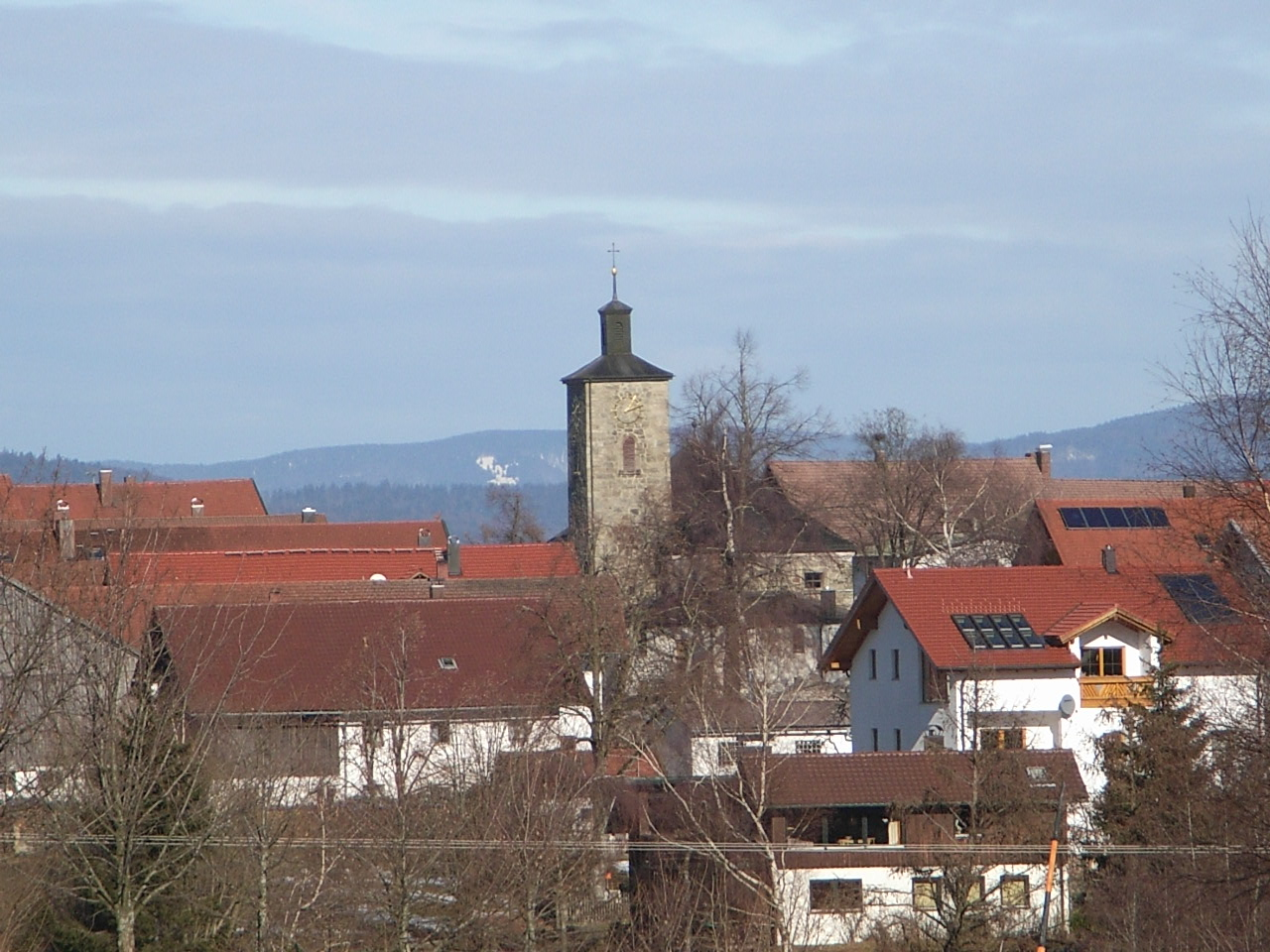
Blick auf Schöfweg

## Baudenkmäler nach Ortsteilen

### Schöfweg
| Lage                     | Objekt                                   | Beschreibung | Akten-Nr.    | Bild           |
| ------------------------ | ---------------------------------------- | --- | ------------ | -------------- |
| Marienplatz 9 (Standort) | Katholische Pfarrkirche Sieben Schmerzen | Saalkirche mit Walmdach und eingezogenem, dreiseitig geschlossenem Chor, Querhaus mit Pyramidendach, Flankenturm mit Dachreiter, Bruchstein, 1888/89; mit Ausstattung; Friedhofsmauer, Bruchstein, wohl Ende 19. Jahrhundert; Kriegerdenkmal, balusterartige Form mit Balkenkreuzbekrönung, Brunnenschalen nach Osten und Westen, 1920er Jahre, später mit Gefallenennamen des Zweiten Weltkriegs erweitert. | D-2-72-145-2 | weitere Bilder |

### Freundorf
| Lage                    | Objekt                                    | Beschreibung                                                                           | Akten-Nr.    | Bild |
| ----------------------- | ----------------------------------------- | -------------------------------------------------------------------------------------- | ------------ | ---- |
| Freundorf 17 (Standort) | Ausnahmhaus eines ehemaligen Dreiseithofs | Zweigeschossiger Flachsatteldachbau, Obergeschoss Blockbau, 18./Anfang 19. Jahrhundert | D-2-72-145-4 | BW   |

### Haunstein
| Lage                   | Objekt   | Beschreibung | Akten-Nr.    | Bild |
| ---------------------- | -------- | --- | ------------ | ---- |
| Haunstein 5 (Standort) | Hakenhof | Wohnhaus, eingeschossiger Satteldachbau, Kniestock Blockbau, 1. Drittel 19. Jahrhundert; Stadel, eingeschossiger Satteldachbau, Holzständerwerk mit Verbretterung, zum Teil massiv, wohl gleichzeitig. | D-2-72-145-6 | BW   |

### Langfurth
| Lage                    | Objekt                                    | Beschreibung | Akten-Nr.     | Bild           |
| ----------------------- | ----------------------------------------- | --- | ------------- | -------------- |
| Langfurth 35 (Standort) | Katholische Pfarrkirche Mariä Himmelfahrt | Saalkirche mit eingezogenem Chor und südlich angefügter Sakristei, Granitbau, im Kern 1868, Erweiterungen 1884/85, nördlicher Flankenturm mit Spitzhelm, 1904/05; mit Ausstattung; Friedhofsmauer, Bruchstein, wohl 2. Hälfte 19. Jahrhundert/Anfang 20. Jahrhundert. | D-2-72-145-7  | weitere Bilder |
| Langfurth 35 (Standort) | Kriegerdenkmal                            | Kriegerdenkmal für die Gefallenen des Ersten und Zweiten Weltkrieges, Granitobelisk auf Postament, 1920er Jahre, nach dem Zweiten Weltkrieg ergänzt. | D-2-72-145-10 | BW             |

### Mitterdorf
| Lage                     | Objekt      | Beschreibung                                                                     | Akten-Nr.    | Bild |
| ------------------------ | ----------- | -------------------------------------------------------------------------------- | ------------ | ---- |
| Mitterdorf 12 (Standort) | Feldkapelle | Kleiner Satteldachbau, korbbogig geschlossen, Bruchstein, Mitte 19. Jahrhundert. | D-2-72-145-8 | BW   |

### Keinem Ortsteil zugeordnet
| Lage                 | Objekt        | Beschreibung | Akten-Nr.     | Bild          |
| -------------------- | ------------- | --- | ------------- | ------------- |
| Brotjacklriegel 1 () | Aussichtsturm | quadratischer, sich nach oben verjüngender Bau auf Granitsteinsockel, Holzkonstruktion in Ständerbauweise, mit Schindelverkleidung, 1925. | D-2-72-145-14 | Aussichtsturm |

## Ehemalige Baudenkmäler
In diesem Abschnitt sind Objekte aufgeführt, die früher einmal in der Denkmalliste eingetragen waren, jetzt aber nicht mehr. Objekte, die in anderem Zusammenhang also z. B. als Teil eines Baudenkmals weiter eingetragen sind, sollen hier nicht aufgeführt werden. Aktennummern in diesem Abschnitt sind ehemalige, jetzt nicht mehr gültige Aktennummern.

| Lage                                        | Objekt            | Beschreibung | Akten-Nr.    | Bild |
| ------------------------------------------- | ----------------- | --- | ------------ | ---- |
| Allhartsmais östlich am Waldrand (Standort) | Kapellenbildstock | Haustein, 19. Jahrhundert | D-2-72-145-3 | BW   |
| Haunstein 6 (Standort)                      | Wohnstallhaus     | Zweigeschossiger Flachsatteldachbau mit Anbau nach Südwesten, Erdgeschoss Granitmauerwerk, Obergeschoss Blockbau, profilierte Balkenköpfe, bezeichnet 1828, kleinerer Kernbau wohl 1717 (dendrochronologisch datiert). | D-2-72-145-5 | BW   |